# D.D.G. Experience
D.D.G Experience é um álbum de vídeo da banda brasileira de rock Oficina G3, lançado pela gravadora MK Music em 2010 e com direção de vídeo de Hugo Pessoa.
Após a entrada do vocalista Mauro Henrique como integrante oficial do grupo, e o lançamento subsequente do álbum Depois da Guerra, foi anunciada a produção de um DVD, que já era esperado desde 2008, por ocasião dos 20 anos de existência da banda.
O disco foi gravado no dia 25 de julho de 2009, em dois shows na mesma noite, na usina desativada na cidade de Santa Bárbara do Oeste. O lançamento do DVD aconteceu do dia 9 ao dia 12 de Setembro de 2010 durante a ExpoCristã, em São Paulo. Sendo também lançado em blu-ray. O álbum foi disco de ouro pela ABPD.

## Antecedentes
Ao lançar o álbum Elektracustika, integrantes da banda chegaram a prometer a produção de um DVD para comemorar os 20 anos de carreira do Oficina G3. Apesar disso, no final de 2008, o conjunto lançou o registro de inéditas Depois da Guerra, projeto marcado pela maior influência do metal e pela estreia de Mauro Henrique nos vocais. O projeto acabou sendo premiado com o Grammy Latino de Melhor Álbum de Música Cristã em Língua Portuguesa e também com o prêmio de Melhor Álbum de Rock no Troféu Talento.
Durante o Troféu Talento, o grupo subiu ao palco para apresentar o vencedor da categoria Melhor DVD que, naquela ocasião, foi o álbum Ao Vivo no Maracanãzinho, do grupo Trazendo a Arca, cuja direção foi de Hugo Pessoa. Na época, o Oficina G3 também passou a trabalhar com Pessoa, que dirigiu o clipe da canção "Incondicional", gravado no mesmo local em que D.D.G. Experience seria produzido.

## Lançamento e recepção
| Críticas profissionais | Críticas profissionais |
| Avaliações da crítica  | Avaliações da crítica  |
| Fonte                  | Avaliação              |
| ---------------------- | ---------------------- |
| Super Gospel           | [ 8 ]                  |
| O Propagador           | [ 9 ]                  |

D.D.G. Experience recebeu críticas favoráveis da mídia especializada. Em uma cotação de 4 estrelas de 5, O Propagador definiu o grande êxito do álbum em torno do trabalho de Hugo Pessoa. "Hugo Pessoa é o grande responsável pela qualidade da produção que se destaca por sua iluminação, local e principalmente o efeito bullet time, que se faz muito presente nas primeiras faixas".
Filipe Rodrigues Lima, para o Super Gospel, se posicionou positivamente ao projeto, afirmando que "a composição gráfica do DVD tem aspirações cinematográficas. Da capa a abertura do show, os detalhes dessa aspiração foram cuidadosamente trabalhados".
Em 2019, D.D.G. Experience foi eleito pelo Super Gospel o 2º melhor DVD da década de 2010, com o argumento de que o projeto refletiu o amadurecimento do diretor Hugo Pessoa que, um ano antes, tinha dirigido Ao Vivo no Maracanãzinho do Trazendo a Arca, "um dos projetos mais ambiciosos de toda a história da música cristã brasileira". Segundo a crítica, "O cenário foi adequado para um disco tão rochoso e duro como Depois da Guerra, e o Oficina G3 nunca se mostrou tão eficiente ao vivo".

## Faixas
1. "D.A.G. (Durante A guerra)"
2. "Meus Próprios Meios"
3. "Meus Passos"
4. "Eu Sou"
5. "Até Quando? (Humanos)"
6. "Mais Alto"
7. "Ver Acontecer"
8. "Obediência"
9. "Continuar"
10. "A Ele"
11. "Incondicional"
12. "Mensagem Juninho"
13. "People Get Ready"
14. "Tua Mão"
15. "De Joelhos"
16. "Better"
17. "Muros"
18. "De Olhos Fechados"
19. "Depois da Guerra (D.D.G.)"
20. "God Gave Rock And Roll To You"

## Ficha técnica
Banda
- Mauro Henrique - vocal
- Juninho Afram - guitarra e vocal
- Duca Tambasco - baixo e vocal
- Jean Carllos - teclado e vocal

Músicos convidados
- Celso Machado - guitarra
- Alexandre Aposan - bateria

Equipe técnica
- Hugo Pessoa - direção de vídeo